# Aces Wild
Aces Wild (Brasil: Na Pista do Criminoso / Portugal: Aces Wild) é um filme faroeste dos Estados Unidos de 1936 escrito e dirigido por Harry L. Fraser, estrelado por Harry Carey e Roger Williams.